# Лэба
Лэба (Леба) — река в России, течёт по территории Удорского района Республики Коми. Устье реки находится в 545 км по правому берегу Мезени. Длина реки составляет 24 км.

## Данные водного реестра
По данным государственного водного реестра России относится к Двинско-Печорскому бассейновому округу, водохозяйственный участок реки — Мезень от истока до водомерного поста у деревни Малонисогорская. Речной бассейн реки — Мезень.
Код объекта в государственном водном реестре — 03030000112103000044244.